# Pardal-de-socotra
O Pardal-de-socotra (nome científico: Passer insularis) é uma espécie de pardal da família Passeridae. É endêmica do Arquipélago de Socotra, no Iêmen.

## Descrição
Os espécimes possuem tamanho entre 13 e 14 centímetros. Os machos são castanhos, com as pernas cinzas, com listras nas costas, com o supercílio castanho indo em direcção aos ouvidos e com uma linha preta envolta dos ouvidos. A parte superior das asas varia do tom de preto ao marrom escuro, com as penas variando do marrom, próximo ao castanho, com as pontas acinzentadas nas plumagens médias. As fêmeas são ligeiramente menores, com um marrom pálido substituindo o castanho dos machos.
A espécie é parecida com Passer hemileucus, mas é ligeiramente maior, com as pernas mais escuras.
Possui um piado seco, fazendo sons representados onomatopéiamente em "chip" e "jup".